# (197870) Erkman
(197870) Erkman est un astéroïde de la ceinture principale.

## Description
(197870) Erkman est un astéroïde de la ceinture principale. Il fut découvert le 6 septembre 2004 à Vicques par Michel Ory. Il présente une orbite caractérisée par un demi-grand axe de 2,65 UA, une excentricité de 0,18 et une inclinaison de 12,9° par rapport à l'écliptique.

## Compléments